# Estação Ferroviária de Foros de Amora
A estação ferroviária de Foros de Amora é uma gare da Linha do Sul, que serve a cidade de Amora, no município do Seixal, em Portugal.

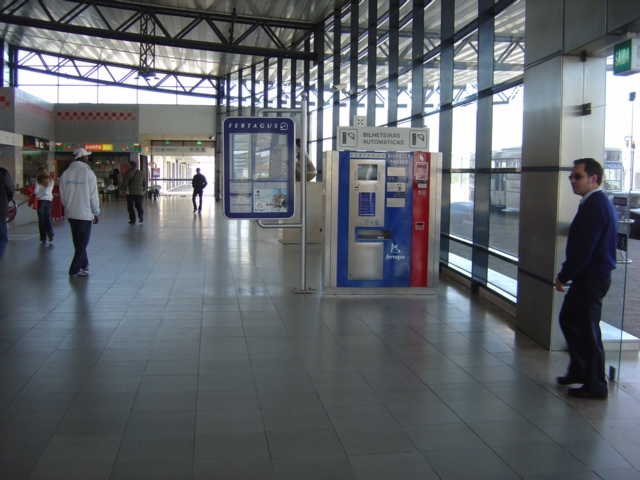
Estação de Foros de Amora, em 2005

## Descrição

### Localização e acessos
A estação ferroviária de Foros de Amora interface situa-se a sul da localidade de Cruz de Pau, na freguesia nominal de Amora, tendo acesso pelo Largo da Estação.
A Carris Metropolitana opera, desde 2022, 11 linhas de autocarro regulares, ligando a estação a toda a Península de Setúbal.[carece de fontes?]

### Infraestrutura
Como apeadeiro numa linha de via dupla, esta interface apresenta-se nas duas vias de circulação (I e II) cada uma acessível por plataforma, com 226 m de comprimento e 90 cm de altura.

### Serviços
Esta estação é utilizada exclusivamente pelos serviços da operadora de passageiros Fertagus e é por ela gerida. Em dados de 2023, Foros de Amora é servida tipicamente por 76 circulações diárias provenientes de Lisboa (Roma-Areeiro) e 74 no sentido oposto, tendo 27 daquelas e 26 destas o seu outro término em Setúbal (serviço 1), enquanto que as restantes terminam em Coina (serviço 2).

## História
Foi construída no âmbito do primeiro troço da ligação entre Lisboa e o Sul, inaugurado em 29 de julho de 1999 (entre Campolide-A e Fogueteiro).

Operaram até 2022, quando foram substituídos pela Carris Metropolitana, os serviços de autocarro SulFertagus que ligavam intersticialmente cada estação Fertagus a diversos destinos circundantes; os que tinham dístico próprio eram identificados por um número simples e uma letra mnemónica da estação onde cada carreira tinha término e, desde 2019, com uma cor distintiva:  A  (amarelo ovo), no caso de Foros de Amora.